# Rachid M'Barki
Rachid M'Barki, né le 1er février 1969 à Toulouse (France), est un journaliste et animateur de télévision franco-marocain.

## Biographie

### Famille
Issu d'une famille d'origine marocaine, Rachid M'Barki est né à Toulouse le 1er février 1969. 

### Carrière
Après avoir obtenu une maîtrise en droit public, il fait un stage à Radio France Toulouse et y découvre le métier de journaliste. En 1997, il est engagé par Euronews et ensuite par Bloomberg TV.
Il rejoint à son lancement en 2005 la chaîne d’information en continu BFM TV pour laquelle il présente les émissions d'information nocturnes. En parallèle de sa présence sur BFM TV, Rachid M'Barki est chargé en 2020 de la présentation de Faites entrer l'accusé dont les droits sont rachetés par RMC Story en 2019.
En décembre 2023, il rejoint le groupe marocain Éco-Médias et devient animateur sur Atlantic radio.
Avec son épouse Bouchra Belmamoun, ils prennent chacun 25 % des parts de la société Public Privé Consulting qui conseille les institutions territoriales marocaines.

#### Controverses
En mars 2012 sur BFM TV, il relaie l'information d'une de ses sources quant à l'arrestation de Mohammed Merah, qui se révèle par la suite fausse. Malgré le soutien de son directeur de la rédaction, il est écarté du service police-justice avec lequel il a l'habitude de collaborer,.
Le 11 janvier 2023, il est suspendu de la présentation du journal de la nuit de la chaîne BFM TV à la suite d'une enquête interne pour ingérence étrangère concernant des contenus diffusés par la chaîne dans des circonstances troubles,, et que révèle l'investigation « Story Killers » du consortium mené par Forbidden Stories. BFM TV licencie son employé le 23 février 2023 pour faute grave et dépose plainte.
Il est mis en examen le 8 décembre 2023 des chefs d’abus de confiance et de corruption privée passive. Début 2024, l'intéressé reconnaît les faits de corruptions,. L'Assemblée nationale fait alors un signalement pour « faux témoignage » contre le journaliste ayant nié les faits devant une commission d'enquête en mars 2023.